# 170 Dywizja Strzelecka (ZSRR)
170 Dywizja Strzelecka (ros. 170-я стрелковая дивизия) – związek taktyczny Armii Czerwonej w sile dywizji, wyzwoliła m.in. więżniów z niemieckiego obozu Stutthof.
Sformowana zimą 1941/1942, w Uralskim Okręgu Wojskowym, w związku z niemiecką agresją na ZSRR. Przesunięta na front broniła się przed najeźdźcą w okolicach Diemiańska, walczyła pod Orłem, wyzwoliła Rieczycę i Bobrujsk. Wojnę zakończyła na Mazurach. 
Dywizja ta 9 maja 1945 wyzwoliła obóz Stutthof.

## Dowódcy dywizji
- Tichon Silkin (01.09.1939 - 31.07.1941)
- płk Stepan Uszakow (23.07.1942 - 29.12.1942)
- płk Abram Czeriak[1] (10.03.1943 — 22.10.1943)
- płk Anton Puzyriewskij (01.06.1944 - 30.06.1944)
- Siemion Cyplenkow (21.07.1944 - 09.05.1945)[2]

## Struktura organizacyjna
- 391 Pułk Strzelców,
- 422 Pułk Strzelców,
- 717 Pułk Strzelców,
- 294 Pułk Artylerii Lekkiej[3]